# Доктор с чужой планеты
«Доктор с чужой планеты» (англ. Dr. Alien) — американский научно-фантастический комедийный фильм 1989 года. В ролях: Джуди Ландерс, Билли Якобии, Оливия Барашу. Режиссёр: Дэвид ДеКото. Фильм был также выпущен под названиями: «I Was a Teenage Sex Maniac» и «I Was a Teenage Sex Mutant».

## Сюжет
Что если какая-либо планета вырождается и погибает из-за отсутствия интереса женского пола к мужскому, и на нашу планету прибывает инопланетный доктор(ша) для проведения экспериментов решения этой проблемы? Что если студент колледжа становится подопытным этого эксперимента? Эта лента, поставленная в стиле классической комедийной фантастики, рассказывает о приключениях этого студента. Ему вкололи препарат, вызывающий мутацию и появление дополнительной части тела, издающей звуки, которые приводят женскую половину населения в состояние безумного возбуждения. Проходя через многие комедийные ситуации он узнает, что одна из преподавателей — инопланетянка, собирающаяся забрать его на свою планету для восполнения рода. На его счастье, это место занимает лаборант из колледжа.

## В ролях
- Джуди Ландерс — мисс Ксенобия
- Билли Якоби — Уэсли Литтлджон
- Оливия Бараш — Лиэнн
- Трой Донахью — доктор Акерман
- Стюарт Фраткин — Марвин
- Арлин Голонка — миссис Литтлджон
- Джим Хэкетт — мистер Литтлджон
- Бобби Джейн — Брэдфорд Литтлджон
- О’Коннор Реймонд — Дракс
- Джинджер Линн — рокерша #1
- Линни Куигли — рокерша #2
- Мишель Бауэр — студентка
- Иди Уильямс — Букмайстер

## Реакция критиков
Фильм «Доктор с чужой планеты» получил в основном негативные отзывы критиков.